# I liga polska w rugby (2008/2009)
I liga polska w rugby (2008/2009) – pięćdziesiąty trzeci sezon najwyższej klasy rozgrywek klubowych rugby union drużyn piętnastoosobowych mężczyzn w Polsce. Tytuł mistrza Polski zdobyli Budowlani Łódź, którzy w finale pokonali Arkę Gdynia. Trzecie miejsce zajęły Lechia Gdańsk i Juvenia Krakow.

## System rozgrywek
Sezon 2008/2009 rozegrano w dwóch fazach. W pierwszej wszystkie dziesięć drużyn rozgrywało spotkania systemem ligowym, każdy z każdym, mecz i rewanż. W drugiej fazie cztery najlepsze zespoły rozegrały mecze półfinałowe, których zwycięzcy spotkali się w finale. Trzy najsłabsze drużyny ligi (z uwagi na ograniczenie liczby zespołów w kolejnym sezonie do ośmiu) spadały do I ligi. Sezon trwał od 24 sierpnia 2008 do 21 czerwca 2009.

## Drużyny
Do rozgrywek w sezonie 2008/2009 przystąpiło 10 drużyn:
- Folc AZS AWF Warszawa,
- Budowlani Łódź,
- Arka Gdynia,
- Lechia Gdańsk,
- Juvenia Kraków,
- Posnania Poznań,
- Ogniwo Sopot,
- WMPD-PUDiZ Olsztyn,
- Czarni Pruszcz Gdański,
- Pogoń Siedlce[1].

## Sezon zasadniczy

### Wyniki spotkań
Wyniki spotkań sezonu zasadniczego:

#### I kolejka
| 24 sierpnia 2008 | Folc AZS Warszawa                                  | 27:10(17:5) | WMPD-PUDiZ Olsztyn                 | Sędzia: Tomasz Jarowicz, Karol Czyż, Mirosław Janeczko |
| 24 sierpnia 2008 | Gabunia 15 (3P), Janeczko 7 (P pd), Szeląg 25 (5P) | 27:10(17:5) | Pawłowski 5 (P), Fijałkowski 5 (P) | Sędzia: Tomasz Jarowicz, Karol Czyż, Mirosław Janeczko |

| 24 sierpnia 2008 | Budowlani Łódź                                                     | 40:5(14:0) | Ogniwo Sopot | Sędzia: Marcin Zeszutek, Janusz Wilk, Kacper Michałkiewicz |
| 24 sierpnia 2008 | Milczak 15 (3P), Dułka 10 (2P), Grodecki 10 (5pd), Szyburski 5 (P) | 40:5(14:0) | Plich 5 (P)  | Sędzia: Marcin Zeszutek, Janusz Wilk, Kacper Michałkiewicz |

| 24 sierpnia 2008 | RC Arka Gdynia                                        | 20:12(17:3) | Posnania Poznań | Sędzia: Wiesław Piotrowicz, Grzegorz Szostek, Leszek Kościelniak |
| 24 sierpnia 2008 | Jeliński 10 (2P), Ruszkiewicz 5 (P), Wójcik 5 (pd dg) | 20:12(17:3) | Buchało 12 (4K) | Sędzia: Wiesław Piotrowicz, Grzegorz Szostek, Leszek Kościelniak |
| 24 sierpnia 2008 | Kamil Simionkowski · Konrad Chromiński                | 20:12(17:3) | Dariusz Działek | Sędzia: Wiesław Piotrowicz, Grzegorz Szostek, Leszek Kościelniak |

| 24 sierpnia 2008 | RC Lechia Gdańsk                                                                          | 44:9(15:6) | Juvenia Kraków | Sędzia: Leszek Kościelniak, Grzegorz Szostek, Wiesław Piotrowicz |
| 24 sierpnia 2008 | Zwiadadze 14 (4pd 2K), Michalak 10 (2P), Płonka 5 (P), Jurkowski 5 (P), Sienkiewicz 5 (P) | 44:9(15:6) | Tomčík 9 (3K)  | Sędzia: Leszek Kościelniak, Grzegorz Szostek, Wiesław Piotrowicz |
| 24 sierpnia 2008 | Łukasz Doroszkiewicz                                                                      | 44:9(15:6) | Konrad Jarosz  | Sędzia: Leszek Kościelniak, Grzegorz Szostek, Wiesław Piotrowicz |

| 24 sierpnia 2008 | MACH Czarni Pruszcz Gdański             | 23:8(6:8) | Pogoń Siedlce                | Sędzia: Grzegorz Michalik, Dariusz Reks, Mirosław Szczepański |
| 24 sierpnia 2008 | Narwojsz 13 (2pd 3K), Krakowski 10 (2P) | 23:8(6:8) | Cibadze 5 (P), Plichta 3 (K) | Sędzia: Grzegorz Michalik, Dariusz Reks, Mirosław Szczepański |
| 24 sierpnia 2008 | Robert Krakowski                        | 23:8(6:8) |                              | Sędzia: Grzegorz Michalik, Dariusz Reks, Mirosław Szczepański |

#### II kolejka
Mecze zostały rozegrane 30 i 31 sierpnia 2008 roku.
|                               | Ogniwo Sopot                                                             | 7:28(0:11) | Folc AZS Warszawa | Sędzia: Leszek Kościelniak, Wiesław Piotrowicz, Andrzej Pantoł |
| Bekov 5 (P), Kurdelski 2 (pd) | Janeczko 13 (2pd 3K), Bartoszewicz 5 (P), Gabunia 5 (P), Kwernadze 5 (P) | 7:28(0:11) |                   | Sędzia: Leszek Kościelniak, Wiesław Piotrowicz, Andrzej Pantoł |
| Michał Plich                  | Tomasz Gołąb                                                             | 7:28(0:11) |                   | Sędzia: Leszek Kościelniak, Wiesław Piotrowicz, Andrzej Pantoł |

|                                        | Posnania Poznań                                                         | 25:17(9:12) | Budowlani Łódź | Sędzia: Tomasz Jarowicz, Grzegorz Michalik, Dariusz Reks |
| Buchało 20 (pd dg 5K), Dudkowski 5 (P) | Pabiańczyk 5 (P), Kozakiewicz 5 (P), Niedźwiecki 5 (P), Grodecki 2 (pd) | 25:17(9:12) |                | Sędzia: Tomasz Jarowicz, Grzegorz Michalik, Dariusz Reks |

|                                                              | Juvenia Kraków                                   | 29:12(15:0) | RC Arka Gdynia | Sędzia: Grzegorz Michalik, Dariusz Reks, Mirosław Szczepański |
| Tomčík 14 (pd 4K), Odoliński 5 (P), Falk 5 (P), Jarosz 5 (P) | Wojaczek 5 (P), Motyl 5 (P), Korbolewski 4 (2pd) | 29:12(15:0) |                | Sędzia: Grzegorz Michalik, Dariusz Reks, Mirosław Szczepański |
| Marek Odoliński · Maciej Mączka                              |                                                  | 29:12(15:0) |                | Sędzia: Grzegorz Michalik, Dariusz Reks, Mirosław Szczepański |

| | RC Lechia Gdańsk | 82:5(36:0) | MACH Czarni Pruszcz Gdański | Sędzia: Wiesław Piotrowicz, Leszek Kościelniak, Andrzej Pantoł |
| Michalak 15 (3P), Rokicki 15 (3P), Hedesz 10 (2P), Płonka 10 (2P), Kuźmiński 10 (2P), Zwiadadze 10 (5pd), Więciorek 5 (P), Czubinidze 5 (P), Piszczek 4 (2pd) | Dębski 5 (P)     | 82:5(36:0) |                             | Sędzia: Wiesław Piotrowicz, Leszek Kościelniak, Andrzej Pantoł |

|                                                                                             | WMPD Rugby Olsztyn | 43:3(10:3) | Pogoń Siedlce | Sędzia: Grzegorz Szostek, Janusz Wilk, Jarosła Malara |
| Buczek 23 (2P 5pd K), Strechis 5 (P), Kwiatkowski 5 (P), Petronius 5 (P), Bieliauskas 5 (P) | Plichta 9 (3K)     | 43:3(10:3) |               | Sędzia: Grzegorz Szostek, Janusz Wilk, Jarosła Malara |

#### III kolejka
|                                                       | Folc AZS Warszawa                                  | 17:28(17:15) | Posnania Poznań | Sędzia: Marcin Zeszutek, Grzegorz Szostek, Karol Czyż |
| Janeczko 7 (2pd K), Kwernadze 5 (P), Miśkiewicz 5 (P) | Buchało 13 (2pd 3K), Zając 10 (2P), Kujawski 5 (P) | 17:28(17:15) |                 | Sędzia: Marcin Zeszutek, Grzegorz Szostek, Karol Czyż |
| Maciej Miśkiewicz · Marcin Danieluk                   | Bartosz Szumiński · Krzysztof Zając · Paweł Najdek | 17:28(17:15) |                 | Sędzia: Marcin Zeszutek, Grzegorz Szostek, Karol Czyż |

|                        | Budowlani Łódź                                                            | 18:22(11:15) | Salwator Juvenia Kraków | Sędzia: Leszek Kościelniak, Hubert Bedyński, Andrzej Pantoł |
| Grodecki 18 (2P pd 2K) | Tomčík 7 (2pd K), Jarosz 5 (P), Sokołowski 5 (P), Maciej Sokołowski 5 (P) | 18:22(11:15) |                         | Sędzia: Leszek Kościelniak, Hubert Bedyński, Andrzej Pantoł |
| Michał Królikowski     | Tomasz Świadek · Tomasz Nowak                                             | 18:22(11:15) |                         | Sędzia: Leszek Kościelniak, Hubert Bedyński, Andrzej Pantoł |

|                                                  | RC Arka Gdynia                                                         | 13:22(8:12) | RC Lechia Gdańsk | Sędzia: Grzegorz Michalik, Dariusz Reks, Kacper Michałkiewicz |
| Simionkowski 5 (P), Rogowski 5 (P), Wójcik 3 (K) | Zwiadadze 7 (P pd), Czubinidze 5 (P), Jurkowski 5 (P), Kuźmiński 5 (P) | 13:22(8:12) |                  | Sędzia: Grzegorz Michalik, Dariusz Reks, Kacper Michałkiewicz |
|                                                  | Zurabi Zwiadadze                                                       | 13:22(8:12) |                  | Sędzia: Grzegorz Michalik, Dariusz Reks, Kacper Michałkiewicz |

|                                                     | MACH Czarni Pruszcz Gdański                        | 18:17(10:12) | WMPD-PUDiZ Olsztyn | Sędzia: Tomasz Jarowicz, Grzegorz Szostek, Marcin Zeszutek |
| Narwojsz 8 (pd 2K), Latopolski 5 (P), Lechmyc 5 (P) | Streckis 10 (2P), Silwanowicz 5 (P), Buczek 2 (pd) | 18:17(10:12) |                    | Sędzia: Tomasz Jarowicz, Grzegorz Szostek, Marcin Zeszutek |

|                                                                                                 | MKS Pogoń Siedlce                                                    | 26:25(12:13) | Ogniwo Sopot | Sędzia: Wiesław Piotrowicz, Mirosław Janeczko, Jarosław Malara |
| Żelazowski 10 (2P), Pliszka 5 (P), Ilczuk 5 (P), Plichta 2 (pd), Rzewuski 2 (pd), Mirosz 2 (pd) | Rogowski 10 (2pd 2dg), Malochwy 5 (P), Podolski 5 (P), Pietryk 5 (P) | 26:25(12:13) |              | Sędzia: Wiesław Piotrowicz, Mirosław Janeczko, Jarosław Malara |
| Paweł Rzewuski                                                                                  | Paweł Noelle-Schulte                                                 | 26:25(12:13) |              | Sędzia: Wiesław Piotrowicz, Mirosław Janeczko, Jarosław Malara |

#### IV kolejka
Mecze zostały rozegrane 13 i 14 września 2008 roku.
|                                                                           | Salwator Juvenia Kraków                                                             | 30:22(13:17) | KS Folc AZS-AWF Warszawa | Sędzia: Wiesław Piotrowicz, Mirosław Szczepański, Andrzej Pantoł |
| Tomčík 10 (2pd 2K), Falk 5 (P), Mączka 5 (P), Jasiński 5 (P), Nowak 5 (P) | Dobrowolski 5 (P), Kwernadze 5 (P), Pisarek 5 (P), Janeczko 4 (2pd), Pałyska 3 (dg) | 30:22(13:17) |                          | Sędzia: Wiesław Piotrowicz, Mirosław Szczepański, Andrzej Pantoł |
| Grzegorz Falk                                                             |                                                                                     | 30:22(13:17) |                          | Sędzia: Wiesław Piotrowicz, Mirosław Szczepański, Andrzej Pantoł |

|                                         | RC Lechia Gdańsk                                      | 3:23(3:15) | Budowlani Łódź | Sędzia: Tomasz Jarowicz, Grzegorz Michalik, Dariusz Reks |
| Czubinidze 3 (K)                        | Gomulak 10 (2P), Stępień 8 (pd 2K), Kozakiewicz 5 (P) | 3:23(3:15) |                | Sędzia: Tomasz Jarowicz, Grzegorz Michalik, Dariusz Reks |
| Rafał Witoszyński · Krzysztof Zieliński | Maciej Pabjańczyk                                     | 3:23(3:15) |                | Sędzia: Tomasz Jarowicz, Grzegorz Michalik, Dariusz Reks |

| | RC Arka Gdynia  | 53:9(31:3) | MACH Czarni Pruszcz Gdański | Sędzia: Leszek Kościelniak, Grzegorz Michałkiewicz, Marcin Zeszutek |
| Nowak 10 (2P), Macoń 8 (4pd), Ruszkiewicz 5 (P), Wojaczek 5 (P), Jeliński 5 (P), Raszpunda 5 (P), Motyl 5 (P), Skindel 5 (P), Korbolewski 5 (P) | Narwojsz 9 (3K) | 53:9(31:3) |                             | Sędzia: Leszek Kościelniak, Grzegorz Michałkiewicz, Marcin Zeszutek |

| | Posnania Posnania | 71:0(31:0) | MKS Pogoń Siedlce | Sędzia: Grzegorz Szostek, Karol Czyż, Jarosław Malara |
| Buchało 21 (P 8pd), Najdek 15 (3P), Gruszczyński 10 (2P), Pauc 5 (P), Dudkowski 5 (P), Machlik 5 (P), Stręk 5 (P), Sieńczak 5 (P) |                   | 71:0(31:0) |                   | Sędzia: Grzegorz Szostek, Karol Czyż, Jarosław Malara |

|                                                    | Ogniwo Sopot                                                                                    | 11:5(11:0) | WMPD-PUDiZ Olsztyn | Sędzia: Grzegorz Michalik, Dariusz Reks, Tomasz Jarowicz |
| Malochwy 5 (P), Rogowski 3 (K), Pogorzelski 3 (dg) | Streckis 5 (P)                                                                                  | 11:5(11:0) |                    | Sędzia: Grzegorz Michalik, Dariusz Reks, Tomasz Jarowicz |
| Marcin Malochwy                                    | Łukasz Chlebowski · Jakub Czaprowski · Marcin Pawłowski · Tomasz Silwanowicz · Donatas Streckis | 11:5(11:0) |                    | Sędzia: Grzegorz Michalik, Dariusz Reks, Tomasz Jarowicz |

#### V kolejka
Mecze zostały rozegrane 28 września 2008 roku.
|  | KS Folc AZS-AWF Warszawa       | 17:13(6:6) | RC Lechia Gdańsk | Sędzia: Leszek Kościelniak, Kacper Michałkiewicz, Janusz Wilk |
|  |                                | 17:13(6:6) |                  | Sędzia: Leszek Kościelniak, Kacper Michałkiewicz, Janusz Wilk |
|  | Tomasz Rokicki · Maciej Brażuk | 17:13(6:6) |                  | Sędzia: Leszek Kościelniak, Kacper Michałkiewicz, Janusz Wilk |

|                                                | Budowlani Łódź                                                                   | 14:34(0:19) | RC Arka Gdynia | Sędzia: Grzegorz Michalik, Dariusz Reks, Jarosław Malara |
| Milczak 5 (P), Grodecki 5 (P), Stępień 4 (2pd) | Nowak 10 (2P), Macoń 9 (3pd K), Raszpunda 5 (P), Szostek 5 (P), Chromiński 5 (P) | 14:34(0:19) |                | Sędzia: Grzegorz Michalik, Dariusz Reks, Jarosław Malara |

|            | MKS Pogoń Siedlce                                                                    | 5:30(0:23) | Salwator Juvenia Kraków | Sędzia: Wiesław Piotrowicz, Hubert Bedyński |
| Olek 5 (P) | Tomčík 10 (2pd 2K), Kiraga 5 (P), Jasiński 5 (P), Sokołowski 5 (P), Sokołowski 5 (P) | 5:30(0:23) |                         | Sędzia: Wiesław Piotrowicz, Hubert Bedyński |

|                                                        | WMPD-PUDiZ Olsztyn                  | 29:26(15:14) | Posnania Poznań | Sędzia: Grzegorz Szostek, Karol Czyż, Andrzej Pantoł |
| Silwanowicz 15 (3P), Buczek 9 (3pd K), Karłowicz 5 (P) | Buchało 21 (P 2pd 4K), Zając 5 (P)  | 29:26(15:14) |                 | Sędzia: Grzegorz Szostek, Karol Czyż, Andrzej Pantoł |
| Tomas Bielauskas                                       | Jurij Buchało · Tomasz Gruszczyński | 29:26(15:14) |                 | Sędzia: Grzegorz Szostek, Karol Czyż, Andrzej Pantoł |

|                                 | MACH Czarni Pruszcz Gdański                     | 8:12 | Ogniwo Sopot | Sędzia: Janeczko, Jarowicz, Zeszutek |
| Krakowski 5 (P), Narwojsz 3 (K) | Plich 5 (P), Rogowski 5 (P), Kurdelski 4 (2pd)  | 8:12 |              | Sędzia: Janeczko, Jarowicz, Zeszutek |
| Wojciech Dębski                 | Robert Rogowski · Filip Karaś · Marcin Malochwy | 8:12 |              | Sędzia: Janeczko, Jarowicz, Zeszutek |

#### VI kolejka
Mecze rozegrano 11 i 12 listopada 2008 roku.
| | KS Folc AZS-AWF Warszawa                                 | 67:23(42:9) | MACH Czarni Pruszcz Gdański | Sędzia: Grzegorz Szostek, Karol Czyż, Jarosław Malara |
| Grygułło 12 (6pd), Jędral 10 (2P), Miśkiewicz 10 (2P), Bartoszewicz 5 (P), Jędral 5 (P), Dobrowolski 5 (P), Gabunia 5 (P), Pisarek 5 (P), Praszek 5 (P), Osiadacz 5 (P) | Narwojsz 13 (2pd 3K), Krakowski 5 (P), Bałachowski 5 (P) | 67:23(42:9) |                             | Sędzia: Grzegorz Szostek, Karol Czyż, Jarosław Malara |

| | Budowlani Łódź | 59:0(31:0) | MKS Pogoń Siedlce | Sędzia: Marcin Zeszutek, Janusz Wilk, Hubert Bedyński |
| Grodecki 19 (P 7pd), Milczak 15 (3P), Maciejewski 10 (2P), Andrzejczak 5 (P), Gomulak 5 (P), O’Connor 5 (P) |                | 59:0(31:0) |                   | Sędzia: Marcin Zeszutek, Janusz Wilk, Hubert Bedyński |

| | RC Arka Gdynia | 34:0(29:0) | WMPD-PUDiZ Olsztyn | Sędzia: Leszek Kościelniak, Tomasz Jarowicz, Andrzej Pantoł |
| Wojaczek 5 (P), Nowak 5 (P), Raszpunda 5 (P), Chromiński 5 (P), Motyl 5 (P), Zembroń 5 (P), Macoń 4 (2pd) |                | 34:0(29:0) |                    | Sędzia: Leszek Kościelniak, Tomasz Jarowicz, Andrzej Pantoł |
| | Błażej Jermak  | 34:0(29:0) |                    | Sędzia: Leszek Kościelniak, Tomasz Jarowicz, Andrzej Pantoł |

| 11 listopada 2008 | RC Lechia Gdańsk                                                    | 32:5(5:5) | Ogniwo Sopot      | Sędzia: Tomasz Jarowicz, Grzegorz Szostek, Andrzej Pantoł |
| 11 listopada 2008 | Michalak 20 (4P), Kowalewski 5 (P), Rokicki 5 (P), Zwiadadze 2 (pd) | 32:5(5:5) | Mikołajczak 5 (P) | Sędzia: Tomasz Jarowicz, Grzegorz Szostek, Andrzej Pantoł |

|                                                   | Salwator Juvenia Kraków         | 14:13(7:6) | Posnania Poznań | Sędzia: Grzegorz Michalik, Wiesław Piotrowicz, Dariusz Reks |
| Tomčík 7 (P pd), Jasiński 5 (P), Smoleń 2 (pd)    | Buchało 8 (pd 2K), Najdek 5 (P) | 14:13(7:6) |                 | Sędzia: Grzegorz Michalik, Wiesław Piotrowicz, Dariusz Reks |
| Maciej Sokołowski · Rafał Budka · Jaroslav Tomčík | Paweł Najdek · Krzysztof Zając  | 14:13(7:6) |                 | Sędzia: Grzegorz Michalik, Wiesław Piotrowicz, Dariusz Reks |

#### VII kolejka
Mecze siódmej kolejki zostały zaplanowane na 18 i 19 października 2008 roku.
|                                                                                          | Salwator Juvenia Kraków | 36:6(24:0) | MACH Czarni Pruszcz Gdański | Sędzia: Mirosław Szczepański, Hubert Bedyński, Jarosław Malara |
| Jasiński 10 (2P), Jarosz 6 (3pd), Falk 5 (P), Budka 5 (P), Zagórowski 5 (P), Nowak 5 (P) | Narwojsz 6 (2K)         | 36:6(24:0) |                             | Sędzia: Mirosław Szczepański, Hubert Bedyński, Jarosław Malara |

|  | WMPD-PUDiZ Olsztyn                                       | 0:25(0:12) | Budowlani Łódź | Sędzia: Tomasz Jarowicz, Grzegorz Szostek, Leszek Kościelniak |
|  | Grodecki 10 (2pd dg K), Pabjańczyk 10 (2P), Ławski 5 (P) | 0:25(0:12) |                | Sędzia: Tomasz Jarowicz, Grzegorz Szostek, Leszek Kościelniak |
|  | Piotr Gomulak                                            | 0:25(0:12) |                | Sędzia: Tomasz Jarowicz, Grzegorz Szostek, Leszek Kościelniak |

| 31 października 2008 | Ogniwo Sopot                                                       | 0:27(0:12) | RC Arka Gdynia | Sędzia: Leszek Kościelniak, Grzegorz Szostek, Marcin Zeszutek |
| 31 października 2008 | Motyl 10 (2P), Macoń 7 (2pd dg), Denisiuk 5 (P), Korbolewski 5 (P) | 0:27(0:12) |                | Sędzia: Leszek Kościelniak, Grzegorz Szostek, Marcin Zeszutek |

|                                                | Posnania Poznań                          | 16:13(8:0) | RC Lechia Gdańsk | Sędzia: Grzegorz Michalik, Dariusz Reks, Hubert Bedyński |
| Buchało 6 (dg K), Adamczyk 5 (P), Najdek 5 (P) | Zviadadze 8 (pd dg K), Kwiatkowski 5 (P) | 16:13(8:0) |                  | Sędzia: Grzegorz Michalik, Dariusz Reks, Hubert Bedyński |
| Michalczyk                                     | Zviadadze                                | 16:13(8:0) |                  | Sędzia: Grzegorz Michalik, Dariusz Reks, Hubert Bedyński |

|                                                        | MKS Pogoń Siedlce                                                | 14:38(14:22) | KS Folc AZS-AWF Warszawa | Sędzia: Marcin Zeszutek, Karol Cżyż, Andrzej Pantoł |
| Dądolewski 5 (P), Żelazowski 5 (P), Nasiłowski 4 (2pd) | Gabunia 15 (3P), Pisarek 10 (2P), Grygułło 8 (4pd), Kisiel 5 (P) | 14:38(14:22) |                          | Sędzia: Marcin Zeszutek, Karol Cżyż, Andrzej Pantoł |

#### VIII kolejka
Mecze odbyły się 25 i 26 października 2008 roku.
|                                                           | RC Arka Gdynia  | 24:5(10:0) | KS Folc AZS-AWF Warszawa | Sędzia: Wiesław Piotrowicz, Mirosław Janeczko, Dariusz Reks |
| Macoń 9 (3pd K), Motyl 5 (P), Szostek 5 (P), Zembroń 0 () | Jędral 5 (P)    | 24:5(10:0) |                          | Sędzia: Wiesław Piotrowicz, Mirosław Janeczko, Dariusz Reks |
| Sławomir Jeliński                                         | Jarosław Jędral | 24:5(10:0) |                          | Sędzia: Wiesław Piotrowicz, Mirosław Janeczko, Dariusz Reks |

| | Budowlani Łódź  | 92:0(38:0) | MACH Czarni Pruszcz Gdański | Sędzia: Janusz Wilk, Hubert Bedyński, Jarosław Malara |
| Grodecki 22 (11pd), Maros 15 (3P), Pabjańczyk 10 (2P), Dułka 10 (2P), Maciejewski 10 (2P), Ławski 5 (P), Gomulak 5 (P), Szyburski 5 (P), Skwarciak 5 (P), Kaniowski 5 (P) |                 | 92:0(38:0) |                             | Sędzia: Janusz Wilk, Hubert Bedyński, Jarosław Malara |
| Artur Maros | Patryk Narwojsz | 92:0(38:0) |                             | Sędzia: Janusz Wilk, Hubert Bedyński, Jarosław Malara |

| | RC Lechia Gdańsk                                    | 62:12(43:5) | Pogoń Siedlce | Sędzia: Mirosław Janeczko, Wiesław Piotrowicz, Dariusz Reks |
| Rokicki 15 (3P), Zwiadadze 12 (6pd), Piszczek 10 (2P), Kuźmiński 5 (P), Śliwiński 5 (P), Michalak 5 (P), Kowalewski 5 (P), Lenartowicz 5 (P) | Rosołek 5 (P), Szczepaniak 5 (P), Nasiłowski 2 (pd) | 62:12(43:5) |               | Sędzia: Mirosław Janeczko, Wiesław Piotrowicz, Dariusz Reks |

|                                                                                                 | Salwator Juvenia Kraków      | 32:7(20:0) | WMPD-PUDiZ Olsztyn | Sędzia: Tomasz Jarowicz, Marcin Zeszutek, Andrzej Pantoł |
| Jarosz 9 (P 2pd), Mączka 5 (P), Jasiński 5 (P), Bielawski 5 (P), Sokołowski 5 (P), Tomčík 3 (K) | Bekier 5 (P), Nowacki 2 (pd) | 32:7(20:0) |                    | Sędzia: Tomasz Jarowicz, Marcin Zeszutek, Andrzej Pantoł |
| Grzegorz Falk                                                                                   |                              | 32:7(20:0) |                    | Sędzia: Tomasz Jarowicz, Marcin Zeszutek, Andrzej Pantoł |

| | Posnania Poznań | 36:5(24:0) | Ogniwo Sopot | Sędzia: Leszek Kościelniak, Mirosław Szczepański, Grzegorz Szostek |
| Buchało 6 (3pd), Nowak 5 (P), Dudkowski 5 (P), Najdek 5 (P), Gruszczyński 5 (P), Zając 5 (P), Bosiacki 5 (P) | Podolski 5 (P)  | 36:5(24:0) |              | Sędzia: Leszek Kościelniak, Mirosław Szczepański, Grzegorz Szostek |

#### IX kolejka
Mecze zostały rozegrane 8 i 9 listopada 2009 roku.
|                 | KS Folc AZS-AWF Warszawa                                        | 5:15(5:5) | Budowlani Łódź | Sędzia: Grzegorz Szostek, Janusz Wilk, Wiesław Piotrowicz |
| Jędral 5 (P)    | Milczak 5 (P), Kaniowski 5 (P), Grodecki 3 (K), Żórawski 2 (pd) | 5:15(5:5) |                | Sędzia: Grzegorz Szostek, Janusz Wilk, Wiesław Piotrowicz |
| Sergo Kwernadze |                                                                 | 5:15(5:5) |                | Sędzia: Grzegorz Szostek, Janusz Wilk, Wiesław Piotrowicz |

|  | MKS Pogoń Siedlce | 0:63(0:30) | RC Arka Gdynia | Sędzia: Kacper Michałkiewicz, Jarosław Malara |
|  | Motyl 15 (3P), Wojaczek 10 (2P), Szostek 10 (2P), Cygan 7 (P pd), Ruszkiewicz 5 (P), Skindel 5 (P), Rogowski 5 (P), Chromiński 4 (2pd), Denisiuk 2 (pd) | 0:63(0:30) |                | Sędzia: Kacper Michałkiewicz, Jarosław Malara |

|                                       | WMPD-PUDiZ Olsztyn | 13:41(10:26) | Lechia Gdańsk | Sędzia: Tomasz Jarowicz, Dariusz Reks, Hubert Bedyński |
| Nowacki 8 (pd 2K), Andrzejewski 5 (P) | Jurkowski 5 (P), Kaszuba 5 (P), Jastrząb 5 (P), Więciorek 5 (P), Lenartowicz 5 (P), Rokicki 5 (P), Czubinidze 4 (2pd), Zwiadadze 2 (pd) | 13:41(10:26) |               | Sędzia: Tomasz Jarowicz, Dariusz Reks, Hubert Bedyński |

|                                                 | Ogniwo Sopot                                            | 13:26(6:5) | Salwator Juvenia Kraków | Sędzia: Grzegorz Michalik, Leszek Kościelniak |
| Elend 5 (P), Podolski 5 (pd dg), Nazwisko 5 (P) | Wojciechowski 14 (2P 2pd), Budka 10 (2P), Tomčík 2 (pd) | 13:26(6:5) |                         | Sędzia: Grzegorz Michalik, Leszek Kościelniak |
| Kamil Węgierski                                 |                                                         | 13:26(6:5) |                         | Sędzia: Grzegorz Michalik, Leszek Kościelniak |

|                                       | MACH Czarni Pruszcz Gdański                                         | 6:32(6:13) | Posnania Poznań | Sędzia: Mirosław Szczepański, Andrzej Pantoł |
| Narwojsz 6 (2K)                       | Buchało 17 (P 3pd 2K), Zając 5 (P), Adamczyk 5 (P), Borowczak 5 (P) | 6:32(6:13) |                 | Sędzia: Mirosław Szczepański, Andrzej Pantoł |
| Mariusz Kiereński · Arkadiusz Bistram | Maciej Michalczyk                                                   | 6:32(6:13) |                 | Sędzia: Mirosław Szczepański, Andrzej Pantoł |

#### X kolejka
Mecze dziesiątej kolejki odbyły się 22 i 23 listopada 2008 roku.
|  | MACH Czarni Pruszcz Gdański                                       | 0:24(0:10) | KS Folc AZS-AWF Warszawa | Sędzia: Karol Czyż, Grzegorz Szostek, Tomasz Jarowicz |
|  | Łukasiewicz 10 (2P), Kwernadze 5 (P), Cal 5 (P), Janeczko 4 (2pd) | 0:24(0:10) |                          | Sędzia: Karol Czyż, Grzegorz Szostek, Tomasz Jarowicz |

|                 | MKS Pogoń Siedlce | 0:84(0:46) | Budowlani Łódź | Sędzia: Andrzej Pantoł, Wiesław Piotrowicz, Mirosław Janeczko |
|                 | Dułka 15 (3P), Stępień 14 (7pd), Niedźwiecki 10 (2P), Pabjańczyk 10 (2P), Gomulak 10 (2P), Szyburski 5 (P), Żórawski 5 (P), Maciejewski 5 (P), Skwarciak 5 (P), Łuczak 5 (P) | 0:84(0:46) |                | Sędzia: Andrzej Pantoł, Wiesław Piotrowicz, Mirosław Janeczko |
| Daniel Paczóski | | 0:84(0:46) |                | Sędzia: Andrzej Pantoł, Wiesław Piotrowicz, Mirosław Janeczko |

|                                                     | WMPD-PUDiZ Olsztyn | 14:45(7:19) | RC Arka Gdynia | Sędzia: Marcin Zeszutek, Janusz Wilk, Jarosław Malara |
| Petronius 5 (P), Fijałkowski 5 (P), Nowacki 4 (2pd) | Raszpunda 10 (2P), Głuszek 10 (2P), Macoń 6 (3pd), Wojaczek 5 (P), Madejewski 5 (P), Moroz 5 (P), Korbolewski 4 (2pd) | 14:45(7:19) |                | Sędzia: Marcin Zeszutek, Janusz Wilk, Jarosław Malara |
| Przemysław Bekier                                   | Łukasz Szostek | 14:45(7:19) |                | Sędzia: Marcin Zeszutek, Janusz Wilk, Jarosław Malara |

| 23 listopada 200813:30 | Ogniwo Sopot                         | 10:17(3:10) | Lechia Gdańsk                                                       | Sędzia: Reks, Michalik, Bedyński |
| 23 listopada 200813:30 | Nazwisko 5 (P), Nazwisko 5 (P)       | 10:17(3:10) | Urbanowicz 5 (P), Michalak 5 (P), Jurkowski 5 (P), Zwiadadze 2 (pd) | Sędzia: Reks, Michalik, Bedyński |
| 23 listopada 200813:30 | Marcin Pogorzelski · Daniel Kowalski | 10:17(3:10) | Janusz Urbanowicz · Janusz Urbanowicz                               | Sędzia: Reks, Michalik, Bedyński |

|                                                       | Posnania Poznań                                  | 21:14(12:0) | Salwator Juvenia Kraków | Sędzia: Leszek Kościelniak, Kacper Michałkiewicz, Mirosław Szczepański |
| Buchało 11 (pd 3K), Nowak 5 (P), Dudkowski 5 (P)      | Wojciechowski 9 (P 2pd), Jarosz 5 (P)            | 21:14(12:0) |                         | Sędzia: Leszek Kościelniak, Kacper Michałkiewicz, Mirosław Szczepański |
| Tomasz Gruszczyński · Tomasz Nowak · Patryk Borowczak | Dariusz Smoleń · Grzegorz Zawojski · Rafał Budka | 21:14(12:0) |                         | Sędzia: Leszek Kościelniak, Kacper Michałkiewicz, Mirosław Szczepański |

#### XI kolejka
Mecze rozegrano 21 i 22 marca 2009 roku.
|  | MACH Czarni Pruszcz Gdański                      | 0:26(0:7) | Salwator Juvenia Kraków | Sędzia: Kacper Michałkiewicz, Wiesław Piotrowicz, Grzegorz Szostek |
|  | Tomčík 11 (P 3pd), Jarosz 10 (2P), Świadek 5 (P) | 0:26(0:7) |                         | Sędzia: Kacper Michałkiewicz, Wiesław Piotrowicz, Grzegorz Szostek |

| | Blachy Pruszyński Budowlani Łódź | 57:0(31:0) | WMPD-PUDiZ Olsztyn | Sędzia: Tomasz Jarowicz, Jarosław Malara, Dariusz Reks |
| Gabunia 15 (3P), Stępień 12 (6pd), Królikowski 5 (P), Fortuna 5 (P), Niedźwiedzki 5 (P), Maciejewski 5 (P), Zych 5 (P), Kaniowski 5 (P) |                                  | 57:0(31:0) |                    | Sędzia: Tomasz Jarowicz, Jarosław Malara, Dariusz Reks |
| Łukasz Wieczorek | Egidijus Petronis                | 57:0(31:0) |                    | Sędzia: Tomasz Jarowicz, Jarosław Malara, Dariusz Reks |

|                                                                               | Arka Gdynia    | 44:3(20:3) | Ogniwo Sopot | Sędzia: Grzegorz Michalik, Leszek Kościelniak, Hubert Bedyński |
| Banaszek 29 (2P 5pd dg 2K), Ruszkiewicz 5 (P), Dąbrowski 5 (P), Głuszek 5 (P) | Podolski 3 (K) | 44:3(20:3) |              | Sędzia: Grzegorz Michalik, Leszek Kościelniak, Hubert Bedyński |

|                                                                                         | Lechia Gdańsk                               | 36:18(19:0) | Posnania Poznań | Sędzia: Mirosław Janeczko, Wiesław Piotrowicz, Grzegorz Szostek |
| Zwiadadze 16 (2pd 4K), Kaszuba 5 (P), Wojcieszak 5 (P) Rokicki 5 (P), Kwiatkowski 5 (P) | Buchało 8 (pd 2K), Nowak 5 (P), Korek 5 (P) | 36:18(19:0) |                 | Sędzia: Mirosław Janeczko, Wiesław Piotrowicz, Grzegorz Szostek |
|                                                                                         | Tomasz Nowak                                | 36:18(19:0) |                 | Sędzia: Mirosław Janeczko, Wiesław Piotrowicz, Grzegorz Szostek |

| | AZS AWF Warszawa                                    | 39:15(12:15) | Pogoń Siedlce | Sędzia: Marcin Zeszutek, Janusz Wilk, Mirosław Szczepański |
| Kwernadze 10 (2P), Janeczko 9 (P 2pd), Jędral 5 (P), Psuj 5 (P), Łukasiewicz 5 (P), Nowakowski 5 (pd dg) | Maisuradze 5 (P), Wierzejski 5 (P), Cercwadze 5 (P) | 39:15(12:15) |               | Sędzia: Marcin Zeszutek, Janusz Wilk, Mirosław Szczepański |
| Maciej Miśkiewicz · Łukasz Miśkiewicz                                                                    |                                                     | 39:15(12:15) |               | Sędzia: Marcin Zeszutek, Janusz Wilk, Mirosław Szczepański |

#### XII kolejka
|                                               | WMPD-PUDiZ Olsztyn | 3:17(3:7) | AZS AWF Warszawa | Sędzia: Grzegorz Szostek, Marcin Zeszutek, Karol Czyż |
| Janeczko 7 (2pd K), Liedel 5 (P), Gołąb 5 (P) | Buczek 8 (P K)     | 3:17(3:7) |                  | Sędzia: Grzegorz Szostek, Marcin Zeszutek, Karol Czyż |
|                                               | Piotr Psuj         | 3:17(3:7) |                  | Sędzia: Grzegorz Szostek, Marcin Zeszutek, Karol Czyż |

| | Ogniwo Sopot             | 3:64(3:19) | Blachy Pruszyński Budowlani Łódź | Sędzia: Leszek Kościelniak, Tomasz Jarowicz, Andrzej Pantoł |
| Wieczorek 20 (4P), Stępień 14 (7pd), Szulc 5 (P), Gabunia 5 (P), Pabjańczyk 5 (P) Gomulak 5 (P), Milczak 5 (P), Łuczak 5 (P) | Podolski 3 (K)           | 3:64(3:19) |                                  | Sędzia: Leszek Kościelniak, Tomasz Jarowicz, Andrzej Pantoł |
| | Dariusz Wantoch-Rekowski | 3:64(3:19) |                                  | Sędzia: Leszek Kościelniak, Tomasz Jarowicz, Andrzej Pantoł |

|                                       | Posnania Poznań                            | 22:27(12:6) | Arka Gdynia | Sędzia: Grzegorz Michalik, Dariusz Reks, Kacper Michałkiewicz |
| Buchało 17 (pd 2dg 3K), Suchich 5 (P) | Ciklauri 22 (2P 3pd 2K), Korbolewski 5 (P) | 22:27(12:6) |             | Sędzia: Grzegorz Michalik, Dariusz Reks, Kacper Michałkiewicz |
|                                       | Marcin Malochwy                            | 22:27(12:6) |             | Sędzia: Grzegorz Michalik, Dariusz Reks, Kacper Michałkiewicz |

|                               | Salwator Juvenia Kraków                               | 3:6(0:0) | Lechia Gdańsk | Sędzia: Wiesław Piotrowicz, Dariusz Reks, Hubert Bedyński |
| Tomčík 3 (K)                  | Zwiadadze 6 (2K)                                      | 3:6(0:0) |               | Sędzia: Wiesław Piotrowicz, Dariusz Reks, Hubert Bedyński |
| Jarosz · Piwnicki · Odoliński | Piszczek · Sienkiewicz · Czubinidze · Marek Odoliński | 3:6(0:0) |               | Sędzia: Wiesław Piotrowicz, Dariusz Reks, Hubert Bedyński |

|                            | Pogoń Siedlce                 | 10:5(5:5) | MACH Czarni Pruszcz Gdański | Sędzia: Mirosław Szczepański, Janusz Wilk, Jarosław Malara |
| Mirosz 5 (P), Ilczuk 5 (P) | Zajkowski 5 (P)               | 10:5(5:5) |                             | Sędzia: Mirosław Szczepański, Janusz Wilk, Jarosław Malara |
| Daniel Paczóski            | Tomasz Gendek · Tomasz Gendek | 10:5(5:5) |                             | Sędzia: Mirosław Szczepański, Janusz Wilk, Jarosław Malara |

#### XIII kolejka
Mecze rozegrano 4 i 5 kwietnia 2009 roku. Mecz Arki Gdynia z Salwatorem Juvenia Kraków zakończył się wynikiem 30:10, jednak rezultat zwerifikowano jako walkower, ze względu na występ w barwach Arki Marcina Malochwego - zawodnika nieuprawnionego do gry.
|                                                   | AZS AWF Warszawa                                                | 14:17(7:7) | Ogniwo Sopot | Sędzia: Janusz Wilk, Mirosław Szczepański, Jarosław Malara |
| Jędral 5 (P), Łukasiewicz 5 (P), Janeczko 4 (2pd) | Janiec 5 (P), Wilczuk 5 (P), Pogorzelski 5 (P), Podolski 2 (pd) | 14:17(7:7) |              | Sędzia: Janusz Wilk, Mirosław Szczepański, Jarosław Malara |
|                                                   | Dariusz Wantoch-Rekowski                                        | 14:17(7:7) |              | Sędzia: Janusz Wilk, Mirosław Szczepański, Jarosław Malara |

|                                                                        | Blachy Pruszyński Budowlani Łódź                      | 26:26(19:16) | Posnania Poznań | Sędzia: Marcin Zeszutek, Grzegorz Szostek, Tomasz Jarowicz |
| Stępień 11 (P 3pd), Sachrajda 5 (P), Pabjańczyk 5 (P), Wieczorek 5 (P) | Buchało 16 (2pd 4K), Gruszczyński 5 (P), Najdek 5 (P) | 26:26(19:16) |                 | Sędzia: Marcin Zeszutek, Grzegorz Szostek, Tomasz Jarowicz |
| Przemysław Kata                                                        |                                                       | 26:26(19:16) |                 | Sędzia: Marcin Zeszutek, Grzegorz Szostek, Tomasz Jarowicz |

|  | Arka Gdynia | 0:25 | Salwator Juvenia Kraków |  |
|  |             | 0:25 |                         |  |

|                                   | MACH Czarni Pruszcz Gdański                                                                  | 9:38(3:24) | Lechia Gdańsk | Sędzia: Tomasz Jarowicz, Marcin Zeszutek, Grzegorz Szostek |
| Narwojsz 6 (2K), Zajkowski 3 (dg) | Zwiadadze 13 (P 4pd), Rokicki 10 (2P), Jurkowski 5 (P), Witoszyński 5 (P), Kwiatkowski 5 (P) | 9:38(3:24) |               | Sędzia: Tomasz Jarowicz, Marcin Zeszutek, Grzegorz Szostek |
| Mariusz Kiereński                 |                                                                                              | 9:38(3:24) |               | Sędzia: Tomasz Jarowicz, Marcin Zeszutek, Grzegorz Szostek |

|                                                 | Pogoń Siedlce | 18:3(3:0) | WMPD-PUDiZ Olsztyn | Sędzia: Mirosław Janeczko, Wiesław Piotrowicz, Andrzej Pantoł |
| Kotasa 7 (2pd K), Kargol 5 (P), Cercwadze 5 (P) | Buczek 3 (dg) | 18:3(3:0) |                    | Sędzia: Mirosław Janeczko, Wiesław Piotrowicz, Andrzej Pantoł |
| Przemysław Ilczuk                               |               | 18:3(3:0) |                    | Sędzia: Mirosław Janeczko, Wiesław Piotrowicz, Andrzej Pantoł |

#### XIV kolejka
Mecze zostały rozegrane 11 kwietnia 2009 roku.
| | Posnania Poznań | 52:0(12:0) | AZS AWF Warszawa | Sędzia: Grzegorz Szostek, Tomasz Jarowicz, Andrzej Pantoł |
| Buchało 17 (P 6pd), Korek 10 (2P), Suchich 5 (P) Najdek 5 (P) Szumiński 5 (P) Gruszczyński 5 (P) Zając 5 (P) |                 | 52:0(12:0) |                  | Sędzia: Grzegorz Szostek, Tomasz Jarowicz, Andrzej Pantoł |

|  | Salwator Juvenia Kraków                                                                              | 0:36(0:10) | Blachy Pruszyński Budowlani Łódź | Sędzia: Grzegorz Michalik, Hubert Bedyński, Dariusz Reks |
|  | Maciejewski 10 (2P), Stępień 6 (3pd), Niedźwiecki 5 (P), Gomulak 5 (P), Milczak 5 (P), Gabunia 5 (P) | 0:36(0:10) |                                  | Sędzia: Grzegorz Michalik, Hubert Bedyński, Dariusz Reks |
|  | Dominik Fortuna                                                                                      | 0:36(0:10) |                                  | Sędzia: Grzegorz Michalik, Hubert Bedyński, Dariusz Reks |

|                                   | Lechia Gdańsk                                   | 10:11(3:8) | Arka Gdynia | Sędzia: Leszek Kościelniak, Wiesław Piotrowicz, Kacper Michałkiewicz |
| Rokicki 5 (P), Popławski 5 (pd K) | Ciklauri 5 (P), Kavtidze 3 (dg), Banaszek 3 (K) | 10:11(3:8) |             | Sędzia: Leszek Kościelniak, Wiesław Piotrowicz, Kacper Michałkiewicz |
| Piotr Piszczek                    | Dawid Kałduński                                 | 10:11(3:8) |             | Sędzia: Leszek Kościelniak, Wiesław Piotrowicz, Kacper Michałkiewicz |

|                                                           | WMPD-PUDiZ Olsztyn | 15:10(5:5) | MACH Czarni Pruszcz Gdański | Sędzia: Marcin Zeszutek, Janusz Wilk, Jarosław Malara |
| Buczek 10 (P pd K), Silwanowicz 5 (P) (karne przyłożenie) | Luboszczyk 10 (2P) | 15:10(5:5) |                             | Sędzia: Marcin Zeszutek, Janusz Wilk, Jarosław Malara |
| Marcin Pawłowski                                          | Arkadiusz Wenta    | 15:10(5:5) |                             | Sędzia: Marcin Zeszutek, Janusz Wilk, Jarosław Malara |

|                                                         | Ogniwo Sopot   | 22:3(10:3) | Pogoń Siedlce | Sędzia: Piotrowicz, Kościelniak, Michałkiewicz |
| Podolski 12 (P 2pd K), Wilczuk 5 (P), Pogorzelski 5 (P) | Kotasa 3 (K)   | 22:3(10:3) |               | Sędzia: Piotrowicz, Kościelniak, Michałkiewicz |
|                                                         | Siergej Reguła | 22:3(10:3) |               | Sędzia: Piotrowicz, Kościelniak, Michałkiewicz |

#### XV kolejka
Mecze odbyły się 18 i 19 kwietnia 2009 roku.
|                                                                       | AZS AWF Warszawa | 27:9(13:6) | Salwator Juvenia Kraków | Sędzia: Tomasz Jarowicz, Andrzej Pantoł, Miroslaw Janeczko |
| Łukasiewicz 10 (2P), Janeczko 7 (2pd K), Miśkiewicz 5 (P), Psuj 5 (P) | Tomčík 9 (3K)    | 27:9(13:6) |                         | Sędzia: Tomasz Jarowicz, Andrzej Pantoł, Miroslaw Janeczko |

|                                                                                   | Blachy Pruszyński Budowlani Łódź                       | 24:27(7:17) | Lechia Gdańsk | Sędzia: Grzegorz Michalik, Karol Czyż, Dariusz Reks |
| Królikowski 5 (P), Pabjańczyk 5 (P), Milczak 5 (P) Serafin 5 (P), Stępień 4 (2pd) | Popławski 17 (P 3pd 2K), Kaszuba 5 (P), Michalak 5 (P) | 24:27(7:17) |               | Sędzia: Grzegorz Michalik, Karol Czyż, Dariusz Reks |
|                                                                                   | Rafał Witoszyński · Sławomir Kaszuba                   | 24:27(7:17) |               | Sędzia: Grzegorz Michalik, Karol Czyż, Dariusz Reks |

|                    | MACH Czarni Pruszcz Gdański                                                                                        | 8:47(3:19) | Arka Gdynia | Sędzia: Marcin Zeszutek, Grzegorz Szostek, Leszek Kościelniak |
| Zajkowski 8 (P dg) | Ciklauri 12 (6pd), Szostek 10 (2P), Wojaczek 5 (P), Raszpunda 5 (P), Głuszek 5 (P), Denisiuk 5 (P), Kavtidze 5 (P) | 8:47(3:19) |             | Sędzia: Marcin Zeszutek, Grzegorz Szostek, Leszek Kościelniak |

|               | Pogoń Siedlce                                                                                            | 9:48(3:19) | Posnania Posnania | Sędzia: Mirosław Szczepański, Janusz Wilk, Jarosław Malara |
| Kotasa 9 (3K) | Buchało 13 (5pd K), Gruszczyński 10 (2P), Krzesiński 10 (2P), Korek 5 (P), Suchich 5 (P), Bosiacki 5 (P) | 9:48(3:19) |                   | Sędzia: Mirosław Szczepański, Janusz Wilk, Jarosław Malara |
|               | Patryk Borowczak                                                                                         | 9:48(3:19) |                   | Sędzia: Mirosław Szczepański, Janusz Wilk, Jarosław Malara |

|                                                                       | WMPD-PUDiZ Olsztyn                   | 23:5(0:0) | Ogniwo Sopot | Sędzia: Mirosław Janeczko, Grzegorz Michalik, Andrzej Pantoł |
| Buczek 8 (pd 2K), Silwanowicz 5 (P), Matjaszek 5 (P), Kukulskis 5 (P) | Bekow 5 (P)                          | 23:5(0:0) |              | Sędzia: Mirosław Janeczko, Grzegorz Michalik, Andrzej Pantoł |
| Tomasz Siwanowicz                                                     | Daniel Podolski · Marcin Pogorzelski | 23:5(0:0) |              | Sędzia: Mirosław Janeczko, Grzegorz Michalik, Andrzej Pantoł |

#### XVI kolejka
Mecze rozegrano 25 i 26 kwietnia 2009 roku.
|                                                                                                | Lechia Gdańsk                                  | 39:14(22:0) | AZS AWF Warszawa | Sędzia: Wiesław Piotrowicz, Grzegorz Michalik, Leszek Kościelniak |
| Zwiadadze 12 (3pd dg K), Wojcieszak 10 (2P), Czubinidze 7 (P pd), Kaszuba 5 (P), Pisarek 5 (P) | Gołąb 5 (P), Kwernadze 5 (P), Janeczko 4 (2pd) | 39:14(22:0) |                  | Sędzia: Wiesław Piotrowicz, Grzegorz Michalik, Leszek Kościelniak |

|                       | Arka Gdynia                      | 16:15(3:9) | Blachy Pruszyński Budowlani Łódź | Sędzia: Grzegorz Michalik, Wiesław Piotrowicz, Leszek Kościelniak |
| Banaszek 16 (P pd 3K) | Stępień 12 (4K), Żórawski 3 (dg) | 16:15(3:9) |                                  | Sędzia: Grzegorz Michalik, Wiesław Piotrowicz, Leszek Kościelniak |
|                       | Dominik Fortuna                  | 16:15(3:9) |                                  | Sędzia: Grzegorz Michalik, Wiesław Piotrowicz, Leszek Kościelniak |

| | Salwator Juvenia Kraków        | 67:7(24:0) | Pogoń Siedlce | Sędzia: Tomasz Jarowicz, Dariusz Reks, Andrzej Pantoł |
| Tomčík 12 (6pd), Jarosz 10 (2P), Madry 10 (2P), Zawojski 5 (P), Wojciechowski 5 (P), Smoleń 5 (P), Nowak 5 (P), Nawrot 5 (P), Leroch 5 (P), Bielawski 5 (P) | Olek 5 (P), Lorentowicz 2 (pd) | 67:7(24:0) |               | Sędzia: Tomasz Jarowicz, Dariusz Reks, Andrzej Pantoł |

| | Posnania Poznań | 47:0(28:0) | WMPD-PUDiZ Olsztyn | Sędzia: Grzegorz Szostek, Karol Czyż, Mirosław Szczepański |
| Buchało 12 (6pd), Suchich 5 (P), Krasilnik 5 (P), Dudkowski 5 (P), J. Gruszczyński 5 (P), T. Gruszczyński 5 (P), Działek 5 (P), Bosiacki 5 (P) |                 | 47:0(28:0) |                    | Sędzia: Grzegorz Szostek, Karol Czyż, Mirosław Szczepański |

|                                                        | Ogniwo Sopot | 31:0(17:0) | MACH Czarni Pruszcz Gdański | Sędzia: Leszek Kościelniak, Grzegorz Michalik, Wiesław Piotrowicz |
| Podolski 16 (2P 3pd), Rycewicz 10 (2P), Baraniak 5 (P) |              | 31:0(17:0) |                             | Sędzia: Leszek Kościelniak, Grzegorz Michalik, Wiesław Piotrowicz |

#### XVII kolejka
Mecze zostały rozegrane 9 maja 2009 roku.
|                                  | AZS AWF Warszawa                                         | 11:30(5:12) | Arka Gdynia | Sędzia: Wiesław Piotrowicz, Marcin Zeszutek |
| Janeczko 6 (2K), Kwernadze 5 (P) | Banaszek 20 (2P 2pd 2K), Raszpunda 5 (P), Ciklauri 5 (P) | 11:30(5:12) |             | Sędzia: Wiesław Piotrowicz, Marcin Zeszutek |

|                | MACH Czarni Pruszcz Gdański | 3:87(3:46) | Blachy Pruszyński Budowlani Łódź | Sędzia: Kacper Michałkiewicz, Leszek Kościelniak, Dariusz Reks |
| Narwojsz 3 (K) | Maciejewski 20 (4P), Grodecki 17 (P 6pd), Szulc 5 (P), Królikowski 5 (P), Zych 5 (P), Szyburski 5 (P), Hotowski 5 (P), Kozakiewicz 5 (P), Kata 5 (P), Andrzejczak 5 (P), Kaniowski 5 (P), Fortuna 5 (P) | 3:87(3:46) |                                  | Sędzia: Kacper Michałkiewicz, Leszek Kościelniak, Dariusz Reks |

|                 | Pogoń Siedlce | 5:123(5:57) | Lechia Gdańsk | Sędzia: Janusz Wilk, Grzegorz Michalik, Jarosław Malara |
|                 | Zwidadze 26 (13pd), Śliwiński 17 (3P pd), Piszczek 10 (2P), Jasiński 10 (2P), Kwiatkowski 10 (2P), Jurkowski 10 (2P), Rokicki 10 (2P), Michalak 10 (2P), Wojtkuński 5 (P), Lenkiewicz 5 (P), Korkotadze 5 (P), Czubnidze 5 (P) | 5:123(5:57) |               | Sędzia: Janusz Wilk, Grzegorz Michalik, Jarosław Malara |
| Chróściel 5 (P) | | 5:123(5:57) |               | Sędzia: Janusz Wilk, Grzegorz Michalik, Jarosław Malara |

|                 | WMPD-PUDiZ Olsztyn                                                                                | 5:34(5:10) | Salwator Juvenia Kraków | Sędzia: Karol Czyż, Grzegorz Szostek, Andrzej Pantoł |
| Kukulskis 5 (P) | Tomčík 14 (4pd 2K), Madry 5 (P), Leroch 5 (P), Sokołowski 5 (P), Jarosz 5 (P) (karne przyłożenie) | 5:34(5:10) |                         | Sędzia: Karol Czyż, Grzegorz Szostek, Andrzej Pantoł |

|                                                                        | Ogniwo Sopot                                    | 20:12(10:9) | Posnania Poznań | Sędzia: Mirosław Szczepański, Leszek Kościelniak, Dariusz Reks |
| Podolski 10 (P pd K) (karne przyłożenie), Janiec 5 (P), Krużycki 5 (P) | Buchało 12 (4K)                                 | 20:12(10:9) |                 | Sędzia: Mirosław Szczepański, Leszek Kościelniak, Dariusz Reks |
| Marcin Baraniak                                                        | Łukasz Tietz · Tomasz Nowak · Bartosz Szumiński | 20:12(10:9) |                 | Sędzia: Mirosław Szczepański, Leszek Kościelniak, Dariusz Reks |

#### XVIII kolejka
Mecze rozegrane 23 i 24 maja 2009 roku.
| | Blachy Pruszyński Budowlani Łódź | 35:0(14:0) | AZS AWF Warszawa | Sędzia: Grzegorz Szostek, Karol Czyż, Wiesław Piotrowicz |
| Stępień 10 (5pd), Królikowski 5 (P), Szyburski 5 (P), Hotowski 5 (P), Maros 5 (P), Maciejewski 5 (P) |                                  | 35:0(14:0) |                  | Sędzia: Grzegorz Szostek, Karol Czyż, Wiesław Piotrowicz |

|  | Arka Gdynia | 25:0 | Pogoń Siedlce |  |
|  |             | 25:0 |               |  |

| | Lechia Gdańsk | 76:0(54:0) | WMPD-PUDiZ Olsztyn | Sędzia: Leszek Kościelniak, Grzegorz Szostek, Karol Czyż |
| Śliwiński 21 (P 8pd), Jurkowski 20 (4P), Rokicki 10 (2P), Czubinidze 10 (2P), Jasiński 5 (P), Doroszkiewicz 5 (P), Hałasiewicz 5 (P) |               | 76:0(54:0) |                    | Sędzia: Leszek Kościelniak, Grzegorz Szostek, Karol Czyż |

|  | Salwator Juvenia Kraków | 25:0 | Ogniwo Sopot |  |
|  |                         | 25:0 |              |  |

|                                                                                           | Posnania Poznań | 46:0(7:0) | MACH Czarni Pruszcz Gdański | Sędzia: Janusz Wilk, Jarosław Malara |
| Bosiacki 15 (3P), Tietz 10 (2P), Buchało 6 (3pd), Kirsanow 5 (P), Zdun 5 (P), Korek 5 (P) |                 | 46:0(7:0) |                             | Sędzia: Janusz Wilk, Jarosław Malara |

### Tabela
Tabela ligi po zakończeniu sezonu zasadniczego (w kolorze zielonym wiersze z drużynami, które awansowały do półfinałów):
| Pozycja | Drużyna                | Punkty razem | Mecze | Bilans punktów | Punkty bonusowe |
| ------- | ---------------------- | ------------ | ----- | -------------- | --------------- |
| 1.      | Lechia Gdańsk          | 70           | 18    | 684:206        | 14              |
| 2.      | Arka Gdynia            | 69           | 18    | 525:199        | 10              |
| 3.      | Juvenia Kraków         | 64           | 18    | 431:242        | 12              |
| 4.      | Budowlani Łódź         | 63           | 18    | 731:169        | 13              |
| 5.      | Posnania Poznań        | 56           | 18    | 551:253        | 9               |
| 6.      | Folc AZS AWF Warszawa  | 43           | 18    | 372:364        | 7               |
| 7.      | Ogniwo Sopot           | 26           | 18    | 194:430        | 3               |
| 8.      | WMPD-PUDiZ Olsztyn     | 20           | 18    | 187:526        | 4               |
| 9.      | Pogoń Siedlce          | 12           | 18    | 135:830        | 1               |
| 10.     | Czarni Pruszcz Gdański | 11           | 18    | 133:723        | 3               |

## Faza finałowa
Wynik półfinałów:
| 13 czerwca 200920:00 | Arka Gdynia         | 15:6(12:6) | Salwator Juvenia Kraków                                                 | Sędzia: Marcin Zeszutek, Wiesław Piotrowicz, Grzegorz Michalik |
| 13 czerwca 200920:00 | Banaszek 15 (dg 4K) | 15:6(12:6) | Tomčík 6 (2K)                                                           | Sędzia: Marcin Zeszutek, Wiesław Piotrowicz, Grzegorz Michalik |
| 13 czerwca 200920:00 | Sławomir Jeliński   | 15:6(12:6) | Marek Odoliński · Maciej Sokołowski · Marcin Sokołowski · Konrad Jarosz | Sędzia: Marcin Zeszutek, Wiesław Piotrowicz, Grzegorz Michalik |

| 14 czerwca 200913:00 | R.C. Lechia Gdańsk                 | 7:20(7:3) | Blachy Pruszyński Budowlani Łódź                    | Sędzia: Grzegorz Michalik, Wiesław Piotrowicz, Leszek Kościelniak |
| 14 czerwca 200913:00 | Korkotadze 5 (P), Popławski 2 (pd) | 7:20(7:3) | Stępień 10 (P pd K), Kaniowski 5 (P), Gabunia 5 (P) | Sędzia: Grzegorz Michalik, Wiesław Piotrowicz, Leszek Kościelniak |

Wynik finału:
| 21 czerwca 2009 | Arka Gdynia                                          | 23:28(13:16) | Blachy Pruszyński Budowlani Łódź                                  | Widzów: 3000 Sędzia: Salem Attalah, Wiesław Piotrowicz, Grzegorz Michalik |
| 21 czerwca 2009 | Banaszek 13 (2pd 3K), Raszpunda 5 (P), Szostek 5 (P) | 23:28(13:16) | Stępień 13 (P pd 2K), Gabunia 5 (P), Milczak 5 (P), Serafin 5 (P) | Widzów: 3000 Sędzia: Salem Attalah, Wiesław Piotrowicz, Grzegorz Michalik |

## Klasyfikacja końcowa
Klasyfikacja końcowa ligi (na czerwono wiersze z drużynami, która spadły do II ligi):
| Pozycja | Drużyna                |
| ------- | ---------------------- |
| 1.      | KS Budowlani Łódź      |
| 2.      | Arka Gdynia            |
| 3.      | Lechia Gdańsk          |
| 3.      | Juvenia Kraków         |
| 5.      | Posnania Poznań        |
| 6.      | Folc AZS AWF Warszawa  |
| 7.      | Ogniwo Sopot           |
| 8.      | WMPD-PUDiZ Olsztyn     |
| 9.      | Pogoń Siedlce          |
| 10.     | Czarni Pruszcz Gdański |

## II liga
Równolegle z rozgrywkami Ekstraligi rywalizowały drużyny w II lidze.
Końcowa klasyfikacja II ligi (na zielono wiersz z drużyną, która awansowała do Ekstraligi):
| Poz. | Drużyna          |
| ---- | ---------------- |
| 1    | Orkan Sochaczew  |
| 2    | Budowlani Lublin |
| 3    | Skra Warszawa    |
| 4    | Kosmaz Koszalin  |

Ponadto rozgrywano zawody w ramach lig regionalnych.

## Inne rozgrywki
W finale rozgrywanego w tym sezonie Pucharu Polski Budowlani Łódź pokonali Lechię Gdańsk 43:24. W zakończonych w 2009 rozgrywkach w kategoriach młodzieżowych mistrzostwo Polski zarówno juniorów, jak i kadetów zdobyły drużyny Orkana Sochaczew.